# Herrenknecht

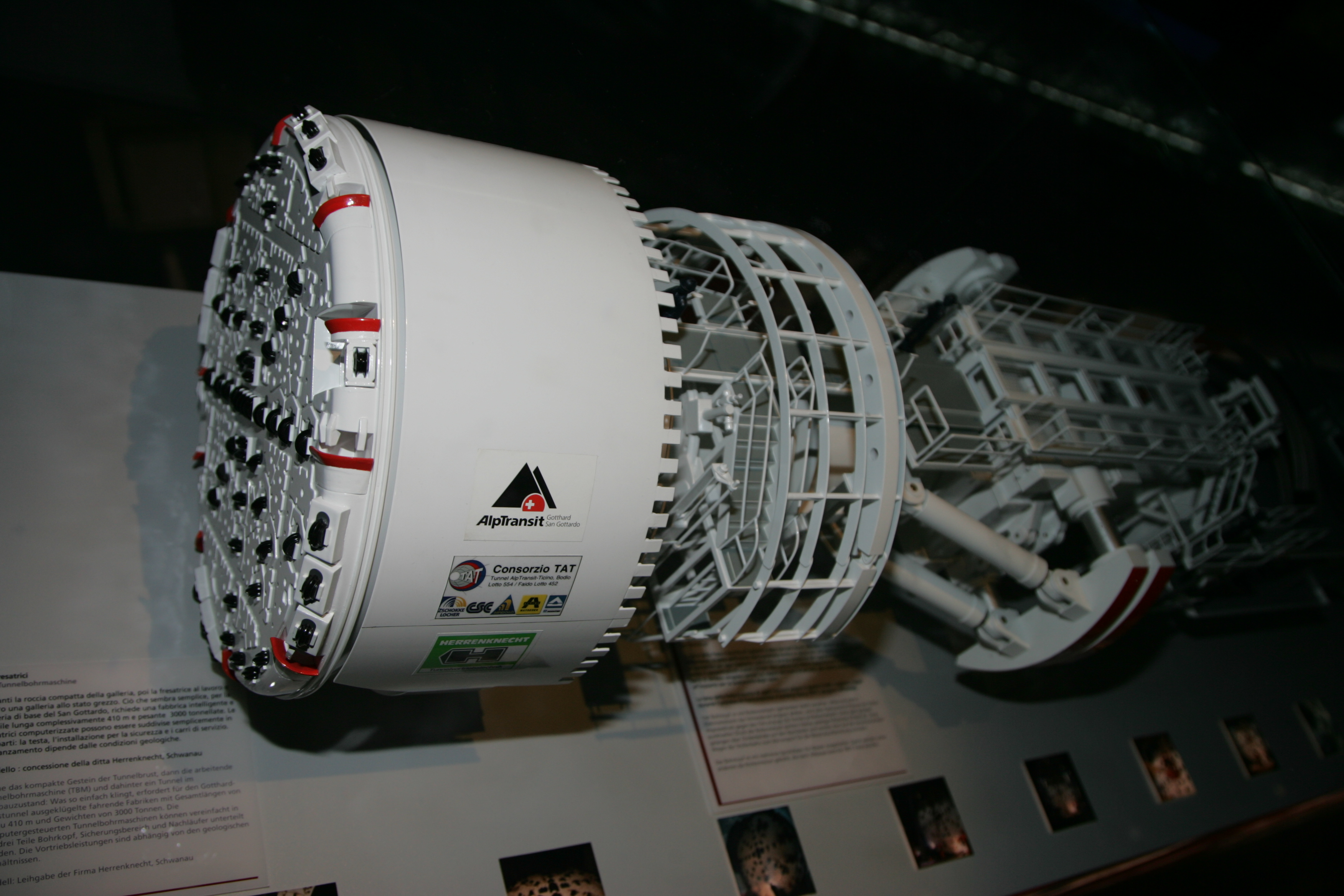

Herrenknecht AG — німецький виробник тунелепрохідницьких комплексів всіх типорозмірів. Штаб-квартира Herrenknecht знаходиться у місті Альманнсвайлер поблизу Шванау. Близько двох третин з 3,300 співробітників компанії працюють у головному відділенні; близько 300 працюють у трьох підрозділах в КНР.
З 2011 року Herrenknecht утримує світовий рекорд, як виробник найбільших тунелепрохідницьких комплексів — діаметром 19 м.